# Неофит Пловдивски
Неофит (на гръцки: Νεόφυτος) е гръцки духовник, пловдивски митрополит от 1689 до 1711 г.
За пръв път е споменат през 1687 г. като митрополит на Димотика. На 7 януари 1689 г. вселенският патриарх Неофит IV Константинополски го ръкополага в Одрин за пловдивски митрополит. През 1701 г. заминава в Западна Европа, за да събира парични помощи за епархията си. По време на отсъствието му негов местоблюстител в Пловдив е Дамаскин, митрополит на Димотика. В Париж е приет от крал Луи XIV, в Лондон – от крал Уилям III. Получава званието „почетен доктор по богословие“ от университетите в Оксфорд и Кембридж. Изглежда, че се завръща в Пловдив през 1703 г. На 8 април 1711 г. се оттегля от поста си поради разклатено здраве и задлъжнялост. Не след дълго умира.